# 52-й меридіан західної довготи
52-й меридіан західної довготи — лінія довготи, що лежить на 52 градуси західніше Гринвіцького меридіана. Вона проходить від Північного полюса через Північний Льодовитий океан, Гренландію, Атлантичний океан, Південну Америку, Південний океан та Антарктиду до Південного полюса.
52-й меридіан західної довготи формує велике коло разом із 128-мим меридіаном східної довготи.

## Список географічних об'єктів, що перетинає 52° зх. д.
Починаючи на Північному полюсі та рухаючись до Південного полюса, 52-й меридіан західної довготи проходить через:
| Координати                                                 | Країна, територія або море | Примітки |
| ---------------------------------------------------------- | -------------------------- | --- |
| 90°0′ пн. ш. 52°0′ зх. д. / 90.000° пн. ш. 52.000° зх. д.  | Північний Льодовитий океан | |
| 83°38′ пн. ш. 52°0′ зх. д. / 83.633° пн. ш. 52.000° зх. д. | Море Лінкольна             | |
| 82°16′ пн. ш. 52°0′ зх. д. / 82.267° пн. ш. 52.000° зх. д. | Гренландія                 | Проходить через острови Кастл[en] і Гендрік та Землю Вармінга[en]                                                             |
| 71°6′ пн. ш. 52°0′ зх. д. / 71.100° пн. ш. 52.000° зх. д.  | Уумманнак-фіорд[en]        | |
| 70°58′ пн. ш. 52°0′ зх. д. / 70.967° пн. ш. 52.000° зх. д. | Гренландія                 | Проходить через острів Аппат                                                                                                  |
| 71°6′ пн. ш. 52°0′ зх. д. / 71.100° пн. ш. 52.000° зх. д.  | Уумманнак-фіорд[en]        | |
| 70°52′ пн. ш. 52°0′ зх. д. / 70.867° пн. ш. 52.000° зх. д. | Гренландія                 | Проходить через півострів Нууссуак                                                                                            |
| 70°1′ пн. ш. 52°0′ зх. д. / 70.017° пн. ш. 52.000° зх. д.  | Суллорсуак                 | |
| 69°48′ пн. ш. 52°0′ зх. д. / 69.800° пн. ш. 52.000° зх. д. | Гренландія                 | Проходить через острів Діско                                                                                                  |
| 69°33′ пн. ш. 52°0′ зх. д. / 69.550° пн. ш. 52.000° зх. д. | Затока Діско               | |
| 68°37′ пн. ш. 52°0′ зх. д. / 68.617° пн. ш. 52.000° зх. д. | Гренландія                 | |
| 64°7′ пн. ш. 52°0′ зх. д. / 64.117° пн. ш. 52.000° зх. д.  | Атлантичний океан          | |
| 4°41′ пн. ш. 52°0′ зх. д. / 4.683° пн. ш. 52.000° зх. д.   | Франція                    | Французька Гвіана |
| 3°37′ пн. ш. 52°0′ зх. д. / 3.617° пн. ш. 52.000° зх. д.   | Бразилія                   | Амапа Пара Мату-Гросу Гояс Мату-Гросу-ду-Сул Сан-Паулу Парана Санта-Катарина Ріу-Гранді-ду-Сул — проходить через лагуну Патус |
| 32°5′ пд. ш. 52°0′ зх. д. / 32.083° пд. ш. 52.000° зх. д.  | Атлантичний океан          | |
| 60°0′ пд. ш. 52°0′ зх. д. / 60.000° пд. ш. 52.000° зх. д.  | Південний океан            | |
| 76°54′ пд. ш. 52°0′ зх. д. / 76.900° пд. ш. 52.000° зх. д. | Антарктида                 | Проходить через Аргентинську Антарктиду та Британську Антарктичну Територію (претендують Аргентина та Велика Британія)        |